# Horváth István (költő)
Horváth István (Magyarózd, 1909. október 9. – Kolozsvár, 1977. január 5.) erdélyi magyar költő, regényíró, elbeszélő. Álneve Náci Pista, a család falusi ragadványneve után. Panek Kati nagyapja.

## Életpályája
Elemi iskolát végzett szülőfalujában; édesanyja 1920-ban beíratja ugyan a nagyenyedi Bethlen Kollégiumba, de az anyagi nehézségek meggátolják továbbtanulását. Autodidakta módon képezte magát. 1921-től részesművelő Marosdégen, szolga Ózdon, Kolozsvárt és Bukarestben. 1926-tól 1940-ig szülőfalujában gazdálkodik; közben napszámos, gyári munkás is. 1940 szeptemberében családjával együtt Kolozsvárra költözik, ahol előbb alkalmi munkás, majd novembertől szegődményes kisegítő szolga az Egyetemi Könyvtárban, 1942-től egyetemi altiszt a Filozófiai Intézetben.
Már ismert író, amikor 1945-ben közli verseit a Képes Újság, majd 1945 őszén meghívták szerkesztőnek a Magyar Népi Szövetség (MNSZ) lapjaként Kacsó Sándor szerkesztésében újrainduló Falvak Népéhez. Itt előbb az irodalmi, majd a politikai rovatot vezeti 1949 derekáig. Látása rohamosan gyengült, végül már csak névleges szerkesztő s elsősorban irodalmi munkásságot fejt ki. 1956-tól 1959-ig az Utunk versrovatát vezette. Súlyosbodó betegsége miatt 1962-ben nyugdíjazták. „Azóta pedig közel húsz éve a foglalkozása is csak az, hogy ő minálunk, hogy ő közöttünk – Horváth István. A költő, az elbeszélő, a népköltészeti gyűjtő, a mesemondó” (Marosi Péter). 
Egy részeg autós gázolta el a Mikó utca 12. szám előtt. Sírja a magyarózdi temetőben található.

## Munkássága
Első versei 1937-től jelentek meg a Magyar Népben, költői indulását azonban 1941-től számíthatjuk, amikor Jékely Zoltán ajánlásával a Pásztortűzben is verssel jelentkezik. Ettől kezdve az Erdélyi Helikon, Termés, Budapesten a Magyar Élet, Magyar Út, Forrás, Magyar Csillag közli irodalmi termését, míg riportjait, jegyzeteit az Erdélyi Gazda, Ellenzék, majd 1944 őszétől kezdve a Világosság, Falvak Népe, Utunk, Igaz Szó, Korunk, Művelődés, Előre.
Kései indulása nemcsak hátránnyal járt. A népi irodalom hullámával érkezett paraszttehetség előtt az irodalom rögtön megnyitotta kapuit, s ugyanakkor felmérhette, hogy a népi irányzat előtte járt képviselői addig mit végeztek. Élményvilágának eredetét, költői alkatát tekintve Sinka Istvánnal mutat rokonságot, tudásszomja, szellemi mohósága, filozofikum felé hajló gondolkodása Veres Péterrel rokonítja. Ám nem rájuk figyel, hanem elsősorban Illyés Gyulára, Tamási Áronra. „Hozzájuk viszonyítva kerestem azt az irányt, amelyben magamnak ösvényt verhettem” – mondotta utolsó éveiben.
Írói működésének első szakasza meglepő eredménnyel zárul: 1943 és 1945 között két verseskönyv és egy elbeszélésgyűjtemény tanúskodik arról, hogy nemcsak írói küldetése vált tudatossá, hanem megtalálta a költői önkifejezés személyes formáját is. Művészi tájékozódását, saját lehetőségeinek felismerését megkönnyítette, hogy legelőször a Termés műhelyében talált szellemi otthonra, ahol a népi irányzat sajátos erdélyi változatát megteremtő alkotók gyülekeztek.
Mintha népének hőskölteményét írná, úgy fakadnak föl az íróból egy mitikus paraszti életfelfogás érzéstömbjei, de mert tárgyiasítani tudja a paraszti sors tarthatatlanságára utaló élményrétegeit, költeményei már a társadalmi körülményektől meghatározott sorssal való szembefordulás előfeltételeit is megteremtik. A helyzetfeltárás lázas kiútkereséssel és lázító kritikával párosul. Mintha csak egy középkori prédikátor panaszáradatát, példázatszerű figyelmeztetéseit hallanók. A parasztság középkori szinten megrekedt tudatállapotát, a második világháború apokalipszist idéző látomásait bibliai zsoltárokon nevelkedett költői eszköztárával fejezi ki.
A háborút követő évek hoznak ugyan még néhány kiemelkedő értéket költészetében, a régi társadalmi sérelmek felszínre törése azonban már nem ütközik közegellenállásba; ez művészi szinten azzal a veszteséggel jár, hogy csökken a költő önfegyelme, intellektuális ereje, eredeti látásmódról tanúskodó költői nyelve pedig megfakul. A hatalmon belüli helyzetben szem elől téveszti, majd teljesen elveszíti költészetének korábbi egyetemes távlatait. Már nem egy tarthatatlan helyzetet akar megváltoztatni, hanem a meglévőt igyekszik állandósítani. Írói működésében a cezúrát nem a népi hatalomért folyó küzdelem újabb színtereire nyitó korforduló jelenti, hanem a költő szolgálatvállalásait kényszerű szerepekké változtató dogmatikus irodalompolitika sematizmusa. A paraszti sorsból fakadó prózája is tézisregényekbe, tézisnovellákba sikkad a kezdeti sikerek után.
Jóllehet munkásságára hol az eruptív erők működése, hol a konstruktív szándék jelenléte jellemző, maradandó érvénnyel akkor alkot, amikor ezek az erők egyensúlyhelyzetbe kerülnek. Ez egybeesik a nemzetiségi öneszmélés mélyebb lélegzetvételével. Nem meglepő, hogy csak az 1970-es évek elején tud akkora visszhangot kiváltani, mint indulása idején. Nem verseskönyvvel és nem is kimondottan szépprózai alkotással, hanem egy rendhagyó jellegű falurajzzal: a Magyarózdi toronyaljával, mely egész életművének fókusza (Kolozsvár 1971, Budapest 1980).
Pályájának kezdeteire visszatekintve, az embertelen szintre leszorított, túlérett paraszti életforma megjelenítésével már indulásakor emberségért kiáltott. Ilyen értelemben első verseskötete, Az én vándorlásom (Kolozsvár 1943) nem más, mint a költői személyiség önmeghatározása, s ugyancsak lírai fogantatású elbeszéléskötete, a drámai erejű Kipergett magvak (Kolozsvár 1944), annak a faluközösségnek a teremtő leltározása, amelynek üzenetével a világba érkezett. Míg az első még a paraszti tudat primitív világképe jegyében jött létre, a második már észszerű számvetés eredménye. A szülőföld valóságát tulajdonképpen már ekkor fedezi fel kellő mélységben. Érdemes utolsó verseskötetei – Kiáltás halál ellen (1973), Visító csend (1975), Az idő vízesése (1977) – mellé állítani induláskori jajkiáltásait: pályája végén ugyanolyan súlyos szavú, létért pörlő költészet ez, mint már első megszólalásakor. Ugyanilyen – és mégis más. A kezdetkor Az én vándorlásom és a Nehéz szántás (Kolozsvár 1945) verseinek a paraszti múlt és világkép adott távlatot; a Magyarózdi toronyalja után gejzírként feltörő költészetének pedig már az a művészi látásmód, amely az enyészettől visszahódított falurajz és korunk új igényeinek szembesítése során átélt belső drámából fakad. A hiány költészete ez továbbra is, a teljesség sóvárgásának lírája. A költő olyan bensőséggel tölti ki a hosszú évtizedeken át maga körül érzékelt légüres teret, hogy a maga lelki drámájának kivetítésével a századvégi ember kiürülésére, dehumanizálódására figyelmeztethet.
Mint prózaíró is már csak utolsó éveiben elkezdett és csonkán maradt önéletrajzi regényében – Mint a magból kikelt fácska – tudott olvasóinak őszinte művészi élményt biztosítani a posztumusz Kipergett magvak című kötetben (novellák, emlékezések, Cseke Péter utószavával, 1981).
Törik a parlagot című állami díjas regényét (1950, 1951, 1954) románra Alexandru Aldea (1952), bolgárra Jordan Stratiev (1953), elbeszéléseit románra Gelu Păteanu és Petre Mureșanu (Ion Chinezu) fordította (1957), verseiből román nyelvű válogatást mutatott be Petre Solomon (1954) és Paul Drumaru (1979).
Arcképét Kosztándi Jenő kézdivásárhelyi képzőművész örökítette meg.

## Egyéb művei
- Jegenye (népmese Andrásy Zoltán rajzaival, 1948);
- A vadhattyú (Bulatov orosz népmeséi magyarul, Nagyvárad, 1948);
- Árad a falu (versek, 1949);
- Bomlik a rügy (versek, 1950);
- A csere (novella, 1951);
- Új betűvel (versek, 1951);
- Szépülő hazánk tájain (versek, 1952);
- Balogh Eszti hajnala (ifjúsági regény, 1954);
- Válogatott versek (1954);
- Csali gróf (regény, 1955);
- Zölderdő fia (mesék, 1955);
- Dicsekedő Habakuk (versek Deák Ferenc rajzaival, 1956);
- Pacsirta rebben fel (versek, 1956);
- A szürke kos (elbeszélések Andrásy Zoltán rajzaival, 1957);
- Krizantémok (versek, 1960);
- Tücsökhegedű (gyermekversek, 1961);
- Fenséges adósság (válogatott versek, 1962);
- A tavasz harangja (gyermekversek, 1964);
- Tanúként (versek, 1964);
- Horváth István legszebb versei (Lászlóffy Aladár előszavával, 1967);
- Harmat a fűszálon (versek, 1968);
- Nyomok porban, hóban (elbeszélések, 1969);
- Egy gyöngyszem, két gyöngyszem (Ózdi népmesék, 1970, 1975);
- Tornyot raktam (versek, 1972);
- Örvénylő harmatcseppek (elbeszélések, 1976);
- Ütközők között (versválogatás, Budapest, 1983);
- Le-válthatatlan őrszem (versválogatás, Cseke Péter előszavával, Tanulók Könyvtára, Kolozsvár, 1983).

## További irodalom
- Gaál Gábor: A költő és az anyaga. Közli Valóság és irodalom, 1950. 301–10.
- Jékely Zoltán: Horváth István hatvan éves. Élet és Irodalom, Bp. 1969/41.
- Antal Péter: Jegyzetek Horváth István költői nyelvéről. Igaz Szó 1956/12.
- Pomogáts Béla: Horváth István költészete. Alföld, Debrecen 1974/3.
- Cseke Péter : A Termés szerepe Horváth István világszemléletének alakulásában. NyIrK 1980/1, 2. –
- Czine Mihály: Horváth István: Az idő vízesése. Népszabadság, Bp. 1978. márc. 18.; újraközölve a Nép és irodalom c. kötetben, Bp. 1981. II. 384–87.
- Görömbei András: H. I.: Magyarózdi toronyalja. Alföld, Debrecen 1981/4.

## Külső hivatkozások
- Versei a Magyar Elektronikus Könyvtárban
- Víg Emese: „Szavak... a semmi mélye felett”- Horváth István költő emléke,  maszol.ro, 2017. január 27.